# Libědice
Libědice è un comune della Repubblica Ceca facente parte del distretto di Chomutov, nella regione di Ústí nad Labem.